# Clostridium butyricum
Clostridium butyricum ist ein grampositives, sporenbildendes Stäbchenbakterium, das ausschließlich anaerob wächst.

## Merkmale
Clostridium butyricum bildet im Hefeextrakt-Pepton-Glucose Agar gerade Stäbchen mit abgerundeten Enden. Sie sind beweglich durch eine peritriche Begeißelung. Die Zellen haben eine Größe von 0,5–1,7 × 2,4–7,6 μm. Sie treten einzeln, paarweise oder in kurzen Ketten und gelegentlich als lange Fäden auf.

## Ökologie und mögliche Nutzung
Es kommt im Darm von Mensch und Tier vor. Zudem ist es in der Umwelt weit verbreitet und kommt im Boden, auf Gemüse, in Sauermilch und Käse vor. Es zählt zu den saccharolytischen Clostridien und bildet bei der Gärung große Mengen Gas in Form von Kohlenstoffdioxid und Wasserstoff neben Acetat und Buttersäure (Buttersäuregärung). Als Nährstoffe können z. B. Glucose, Dextrin oder Stärke genutzt werden. Aufgrund seiner effektiven Buttersäurebildung sowie der Bildung von 1,3-Propandiol aus Glycerin ist es biotechnologisch von Interesse.

## Medizin
Es existiert eine Zulassung als Novel Food für den Stamm CBM 588, der frei von Toxingenen und Virulenzfaktoren ist. Der Stamm MIYAIRI wird als Probiotikum zur Vorsorge gegen Antibiotika-assoziierte Diarrhoe eingesetzt. Jedoch existieren auch Stämme, die Neurotoxine produzieren und das Krankheitsbild des Säuglingsbotulismus verursachen können.